# EXOC6
EXOC6‏ (Exocyst complex component 6) هوَ بروتين يُشَفر بواسطة جين EXOC6 في الإنسان.